# Lontano da dove
Lontano da dove és una pel·lícula italiana de drama romàntic del 1983 escrita i dirigida per Stefania Casini i Francesca Marciano. Per aquesta pel·lícula Monica Scattini va ser guardonada als Nastri d'argento 1984 com a millor actriu de repartiment, i a la banda sonora la cançó Lontano da dove és cantada per Lucio Dalla.

## Argument
Mario, que acaba d'acabar el servei militar, arriba a Nova York, on viu Giampaolo, un amic seu. Mario es submergeix amb entusiasme en la vida de la ciutat, i freqüenta un grup d'italians que inclou Daniela, recepcionista a la seu d'un diari italià, que tanmateix conrea el somni de convertir-se en actriu i per això assisteix a una escola d'interpretació; Giacomini, un periodista polític que, en canvi, sembla més interessat en els vestits; i Desideria, un personatge esquivant que presumeix de conèixer artistes i actors famosos.
El camí de descoberta emprès per Mario va acompanyat de la creixent sensació de desil·lusió que pateixen Daniela i Giacomini que, durant una excursió a Coney Island, comparen Nova York amb Roma i conclouen que, al final, aquesta última, encara que provincial i menys cosmopolita, té els seus mèrits. Aleshores, Giacomini decideix tornar a Roma, mentre que la Daniela planeja tornar a connectar amb Andrea, un pretendent que viu a Itàlia.

## Repartiment
- Claudio Amendola com a Mario
- Stefania Casini com a Desideria
- Victor Cavallo com a Giacomini
- Monica Scattini com a Daniela
- Michael Wright com a Sylvester
- Luisella Boni com a Eleonora Serpieri Altobilli
- Franco Schipani com a Giampaolo